# El grito de la lechuza
El grito de la lechuza es una novela de suspenso psicológico de Patricia Highsmith, la octava de sus 22 novelas. Se publicó por primera vez en los Estados Unidos en 1962 por Harper & Row y en el Reino Unido por Heinemann el año siguiente. Explora, en palabras de la crítica Brigid Brophy, "la psicología de la víctima autoseleccionada". 

## Contexto
Highsmith escribió El grito de la lechuza entre abril de 1961 y febrero de 1962. Ella lo consideró uno de sus esfuerzos más débiles, calificando a su personaje principal de "bastante ordinario... un blanco fácil para personajes más malvados, y un aburrido pasivo".
Highsmith se basó en su propia experiencia como acosadora: años antes, cuando trabajaba en una tienda de la ciudad de Nueva York, se obsesionó con una mujer a la que había atendido. Adaptó estos acontecimientos para su novela Carol (1952). 
El escenario de este libro es muy parecido al área donde Highsmith vivía en ese momento: New Hope, Pensilvania. 
El título hace referencia a la creencia de Jenny de que los acontecimientos de su vida preceden a incidentes preocupantes, que están determinados por el destino. Ella considera a la lechuza como un presagio de muerte. También cree que, así como hace años un hombre desconocido apareció en la casa de su familia antes de la muerte de su hermano menor, la aparición de Robert predice una muerte.
La dedicatoria “para D. W.” en el libro es para Daisy Winston, con quien Highsmith tuvo una breve relación en 1961.
Highsmith terminó su relación con Marijane Meaker aproximadamente cuando ella comenzó a trabajar en esta novela, en abril de 1961.  Meaker dijo en una entrevista que Highsmith modeló el personaje de Nickie basándose en ella como un acto de "represalia". 

## Antecedentes
Temas de la novela se pueden encontrar por primera vez en cuadernos de notas de Highsmith de 1954/55, y el primer esbozo concreto de la trama proviene de un cuaderno de 1958. En él, Highsmith desarrolla la idea de que un hombre desaparece para convertir a su rival en sospechoso de asesinato. Posteriormente probó varias opciones de acción para comprobar su coherencia lógica. Aún no se ha señalado nada respecto a la intención narrativa. En abril de 1961, Highsmith volvió al núcleo de la historia, puso en suspenso otros dos proyectos y preparó un dosier de once páginas que aun contenía varios giros de la trama. Entre otras cosas, Highsmith consideró sumergir a Robert y a la joven que inicialmente observa en una relación sexuala. Se establecían además constelaciones alternativas de agresor-víctima. Originalmente, Robert iba a ser considerado el asesino de Jenny al final, a pesar de su inocencia. Esta conclusión excesivamente fatalista fue abandonada.

## Argumento
Tras un doloroso divorcio de su esposa Nickie, Robert Forester abandona Nueva York y se muda a la pequeña ciudad de Langley, Pensilvania, donde desarrolla una obsesión por Jenny Thierolf, de 23 años. La espía a través de la ventana de su cocina, disfrutando "del temperamento plácido de la muchacha, su evidente afecto por su casa bastante destartalada, su satisfacción con su vida". Él se sorprende cuando ella lo invita a su casa después de verlo una noche. Cada uno parece representar algo más para el otro de lo que aparenta, encarnar una fuerza emocional mayor que una mera personalidad. Robert le explica a su terapeuta: "Tengo la clara sensación de que si todo el mundo no estuviera pendiente de lo que hacen los demás, todos nos volveríamos locos. Si estuviéramos solos, la gente no sabría cómo vivir".
Jenny ve su encuentro casual como un acto del destino y rompe su compromiso con el irascible Greg Wyncoop, quien está resentido y comienza a espiar a la pareja. Planea aprender más sobre Robert para encontrar una manera de vengarse de él. Obtiene información de Nickie y ella lo anima a encontrar una forma de castigar a su exmarido. Durante las siguientes semanas, Jenny persigue a Robert, contactándolo en su casa y en su trabajo en Langley Aeronautics. A Robert le ofrecen un ascenso en el trabajo que requiere mudarse a otra ciudad, y él espera que esto ponga fin a los avances de Jenny, que lo hacen sentir cada vez más incómodo.
Una noche, en la carretera, Greg inicia una pelea con Robert que termina cuando Robert lo deja inconsciente y lo abandona en la orilla de un río. Cuando se denuncia la desaparición de Greg, la policía sospecha que Robert lo ha asesinado, aunque en realidad Robert fue víctima del ataque de Greg y lo había visto con vida por última vez. La policía considera que las sospechas sobre Robert se confirman cuando Nickie les dice que una vez la amenazó con un arma. Después de que un periódico publica un artículo sobre el caso, a Robert le retiran el ascenso. Encuentran un cuerpo muy descompuesto en el río y la policía cree que es el de Greg, pero la identificación resulta difícil. Jenny llega a creer que Robert ha asesinado a su ex prometido y, a pesar de amarlo, considera que él representa la muerte y que está predeterminado que ella muera; por lo cual se suicida.
El nuevo marido de Nickie, Ralph Jurgen, le informa a Robert que Greg está vivo y que Greg y Nickie han organizado la desaparición de Greg para incriminar a Robert. Luego Greg comienza a acechar a Robert en su casa y a dispararle. Una de las balas lo hiere, pero la policía no parece creer que Greg esté vivo y los vecinos de Robert lo condenan por "llevar a una joven por mal camino" y "conducirla a la muerte". El médico que lo atiende lo invita a quedarse en su casa para recuperarse. Allí, Greg dispara un tiro que hiere al médico, lo que finalmente provoca su muerte.
La policía finalmente descubre la verdad y arresta a Greg, pero lo libera bajo fianza. Él va a ver a Nickie y juntos van a la casa de Robert, que está a punto de irse para siempre, y se produce un enfrentamiento final. Greg intenta apuñalar a Robert pero en lugar de eso mata a Nickie. Robert volverá a estar en el centro de la investigación de una muerte.

## Recepción
En el New York Times, Thomas Lask escribió que "Highsmith comienza a un ritmo lento y el primer cuarto del libro marca el tiempo a medida que pasa por algunos pases preliminares. Sus personajes son solo marionetas. Pero una vez que comienza a rodar, la historia se acelera rápidamente, los peligros y el suspenso se acumulan y el lector llega de muy buena gana a la conclusión. Y es una conclusión sangrienta, además". 
En 1967, la escritora y crítica británica Brigid Brophy afirmó que, de las novelas escritas en los últimos veinte años, cinco o seis se destacaban, entre ellas El grito de la lechuza, de Highsmith, y Lolita, de Vladimir Nabokov. 
El New Yorker opinó que: "“Highsmith genera suspenso a partir de un tipo diferente de miedo: no el miedo a la muerte, que impulsa la mayoría del entretenimiento centrado en el crimen, sino el miedo más mezquino e íntimo a la humillación, a ser atrapado en la calle sin nada puesto... Hay algo más aquí, difícil de identificar, que nos arrastra implacablemente, como lo hacen los thrillers: una resaca, una oleada de corriente de tercer carril”.
En Los Angeles Times, “Una de sus o indicó que esras menos conocidas... y una de las más inquietantes. Y eso es decir mucho... El escritor de novelas policiacas Elmore Leonard ha escrito una gran cantidad de novelas con la misma trama básica: los planes salen mal. El mensaje argumental que impulsa toda la obra de Highsmith es igualmente simple y claro: vivimos sobre hielo delgado. Highsmith repugna a algunos lectores, pero hipnotiza a muchos otros. Es una escritora sui generis, de un poder casi oculto”.

## Adaptaciones
- La novela de Highsmith fue la premisa de la película francesa Le Cri du hibou (1987), dirigida por Claude Chabrol y protagonizada por Mathilda May. [11][12]
- También en 1987, el guionista y director alemán Tom Toelle dirigió una adaptación para la televisión de Alemania Occidental titulada Der Schrei der Eule. [13]
- Una tercera adaptación cinematográfica escrita y dirigida por Jamie Thraves y protagonizada por Julia Stiles y Paddy Considine se estrenó en 2009. [14]
- El director alemán Wim Wenders intentó comprar los derechos para una adaptación cinematográfica en la década de 1970, pero al encontrar que los derechos no estaban disponibles decidió adaptar El juego de Ripley de Highsmith para la película Der Amerikanische Freund.
- En 2002 se emitió una dramatización radiofónica de cuatro partes en BBC Radio 4. Adaptada por Shaun McKenna, fue protagonizada por Joanne McQinn, John Sharian y Adrian Lester. [15]